# Piotr Paweł Piłsudski
Piotr Paweł Piłsudski (ur. 29 czerwca 1795, zm. 24 listopada 1851 w Poszuszwiu, pow. kowieński) – szlachcic polski, dziad m.in. Marszałka Polski Józefa Piłsudskiego

Piotr Paweł Piłsudski, herbu Piłsudski urodził się w roku 1795 jako syn prezesa sądu rosieńskiego, Kazimierza Piłsudskiego i Anny z Billewiczów Piłsudskiej. Był bratem Walerego, Jerzego, Józefa i Teresy. Piotr dorastał w majątku Żemigole, który w roku 1807 jego ojciec otrzymał z racji pełnionego urzędu, który jednak po kilkunastu latach utracił. W tej sytuacji Piotr i jego młodszy brat Walery znaleźli się w ciężkiej sytuacji majątkowej. W roku 1832 w Paryndze dziad przyszłego Marszałka wziął ślub z szesnaście lat młodszą Teodorą Urszulą Otylią Butlerówną z Rapszan (1811–1886). Otrzymał wtedy od siostry swej matki, Eufrozyny z Billewiczów Białłozorowej majątek Poszuszwie wraz z innymi majątkami oraz rozległymi lasami w którym zamieszkał. W roku 1843 zmarł jego teść Wincenty Butler pozostawiając rodzinie majątek Rapszany. Piotr Piłsudski osiadł w majątku żony, podejmując decyzję o dzierżawie Poszuszwia swemu bratu, Waleremu Piłsudskiemu. Jednak Piotr powrócił do dawnego majątku już w 1849, gdzie pozostał do końca swego życia. Zmarł w Poszuszwiu 24 listopada 1851 roku.

Z Teodorą Butlerówną miał ośmioro dzieci:

- Józefa Wincentego (1833–1902)
- Walerię Giedgowdową (1843–1926)
- Julię Bortkiewiczową (1836–1910)
- Teresę Symonowiczową (1838–1906)
- Ildefonsa – zmarł w wieku 8 lat
- Wincentego (1839–1916)
- Ottona zmarłego w dzieciństwie
- Annę zmarłą w dzieciństwie

## Rodzina
| 4. Kazimierz Ludwik Piłsudski |  |                        |  |  |                    |
|                               |  | 2. Kazimierz Piłsudski |  |  |                    |
| 5. Rozalia ks. Puzynianka     |  |                        |  |  |                    |
|                               |  |                        |  |  | 1. Piotr Piłsudski |
| 6. Walerian Billewicz         |  |                        |  |  |                    |
|                               |  | 3. Anna Billewicz      |  |  |                    |
| 7. NN Połubińska              |  |                        |  |  |                    |
|                               |  |                        |  |  |                    |